# Liste der Monuments historiques in Lanthes
Die Liste der Monuments historiques in Lanthes führt die Monuments historiques in der französischen Gemeinde Lanthes auf.

## Liste der Objekte
| Bezeichnung | Beschreibung                                    | Standort                                 | Kennzeichnung | Schutzstatus | Datum | Bild |
| ----------- | ----------------------------------------------- | ---------------------------------------- | ------------- | ------------ | ----- | ---- |
| Kanzel      | Holz, Anfang des 16. Jahrhunderts, 1860 ergänzt | in der Kirche Ste-Marie-Madeleine (Lage) | PM21001369    | Classé       | 1907  |      |
| Taufbecken  | Kalkstein, 12. Jahrhundert, Holzdeckel          | in der Kirche Ste-Marie-Madeleine (Lage) | PM21001370    | Classé       | 1962  |      |